# 普拉路揚·吉林
普拉路揚·吉林（排灣語：Puljaljuyan Gidring），是台灣排灣族古樓部落（Kuljaljau，位於今屏東縣來義鄉）傳說中的一位傳統領袖，Giring家屋因故遭人焚毀，並且因此對沒能守護家屋的族人相當憤怒、憤而拋棄部落和職責出走，造成日後古樓部落內部的領袖紛爭。

## 身世
普拉魯樣出身自古樓部落傳統的傳統領袖家族：給令（Giring）家族，該家族自稱始祖是開創部落三兄弟中的老大Drumetj（祭儀創始者勒麼各的兄長）。普拉魯樣下面還有妹妹瓦伊絲（Vais）和弟弟巴勒督（Paretju），而他也是古樓部落中最後一位出身自給令家族直系的傳統領袖。

## 傳說
傳說中，普拉魯樣在成為傳統領袖後某次率領全家人上山打獵，這段時間內有親戚從Piuma（此為排灣族泰武鄉平和部落拼音，但依據歷史口述應指稱卑南族）前來找他卻撲了個空，因此生氣起來（另有說法是因為他們家外頭樹立了一整排的長矛，親戚以為他們打算對自己不利）並把放火給令家族的家屋燒掉後離開，回到部落的普拉魯樣對於族人們沒能保護好自己的家屋而相當生氣、也因為身為頭目卻被燒掉屋子而感到丟臉，他最後憤而帶著家人拋棄部落、前往投靠內文社的親戚，現在在Tjusinlung（中心崙部落，位於獅子鄉）的大龜文王國傳統領袖家族鳩冷家族（Tjureng/Tjuleng）據說就是其直系後代，其現任傳統領袖為謝仁彥（Drangadrang Tjureng）。而在吉羅夫敢（Tjiljuvekan）家族的版本中，他在離開部落前還親手從象徵部落和祖靈的石板神上削下一片、並且大肆破壞族人的器物，代表自己完全跟部落脫離關係。

## 影響
普拉魯樣離開部落後，雖然傳統領袖的職位由妹妹瓦伊絲繼承，但由於那時候瓦伊絲已經嫁去了七佳部落（Tjuvecekadan），丈夫為Celalaq Tjagaran，無法時刻待在古樓部落處理事情（一說她是普拉魯樣離開後才結婚的）、而且有些如分豬肉等事情是不能由女性做的，因此部落的領袖職務開始長期由其弟弟巴勒督所開創的吉羅夫敢家族代行，給令家族的直系傳承就此斷絕，各方面的矛盾下最終引發日後吉羅夫敢家族與瓦伊絲的後代Tjagaran（第一任婚生後代）、Tjureng（第二任婚生後代，此處指古樓Tjureng家族，非指獅子鄉中心崙部落謝仁彥所領導之家族）兩家族（Tjureng後來在瓦伊絲的第七代外孫女吳開花Serep的主使下改名為新的給令家族）的傳統領袖職位紛爭，目前古樓Tjagaran家族傳統領袖為許齡心（Tjuku）、Tjureng（已改名為Giring）家族傳統領袖為鍾文源（Marelis）、Tjiljuvekan家族傳統領袖為羅木蘭（Galaigai）。